# مايك هدسون
مايك هدسون هو لاعب هوكي الجليد كندي، ولد في 6 فبراير 1967 في جيلف في كندا.

## وصلات خارجية
- مايك هدسون على موقع دوري الهوكي الوطني (الإنجليزية)
- مايك هدسون على موقع قاعة مشاهير الهوكي (لاعب أن.إتش.أل) (الإنجليزية)
- مايك هدسون على موقع EliteProspects.com (الإنجليزية)
- مايك هدسون على موقع Eurohockey.com (الإنجليزية)
- مايك هدسون على موقع HockeyDB.com (الإنجليزية)
- مايك هدسون على موقع Hockey-Reference.com (الإنجليزية)